# Isaiah Brown
Isaiah Jay Brown (Peterborough, 7 gennaio 1997) è un ex calciatore inglese, di ruolo attaccante.

## Carriera

### Club
Ha giocato nella prima e nella seconda divisione inglese, oltre che nella prima divisione olandese.
Il 6 aprile 2023, Brown ha annunciato ufficialmente il proprio ritiro dal calcio giocato a 26 anni, principalmente a causa degli strascichi lasciati dagli infortuni.

### Nazionale
Ha giocato nelle nazionali giovanili inglesi Under-16, Under-17, Under-19 ed Under-20.

## Palmarès

### Club

#### Competizioni giovanili
- UEFA Youth League: 2

Chelsea: 2013-2014, 2014-2015

#### Competizioni nazionali
- Coppa di Lega inglese: 1

Chelsea: 2014-2015